# 딜레니아
딜레니아(dillenia)는 딜레니아과 식물의 일종으로, 학명은 "딜레니아 인디카(Dillenia indica)"이다. 코끼리사과, 오아과(五椏果) 또는 제륜도(第倫桃)로도 부른다. 인도, 방글라데시, 스리랑카와 동남아시아 일대에 서식한다.

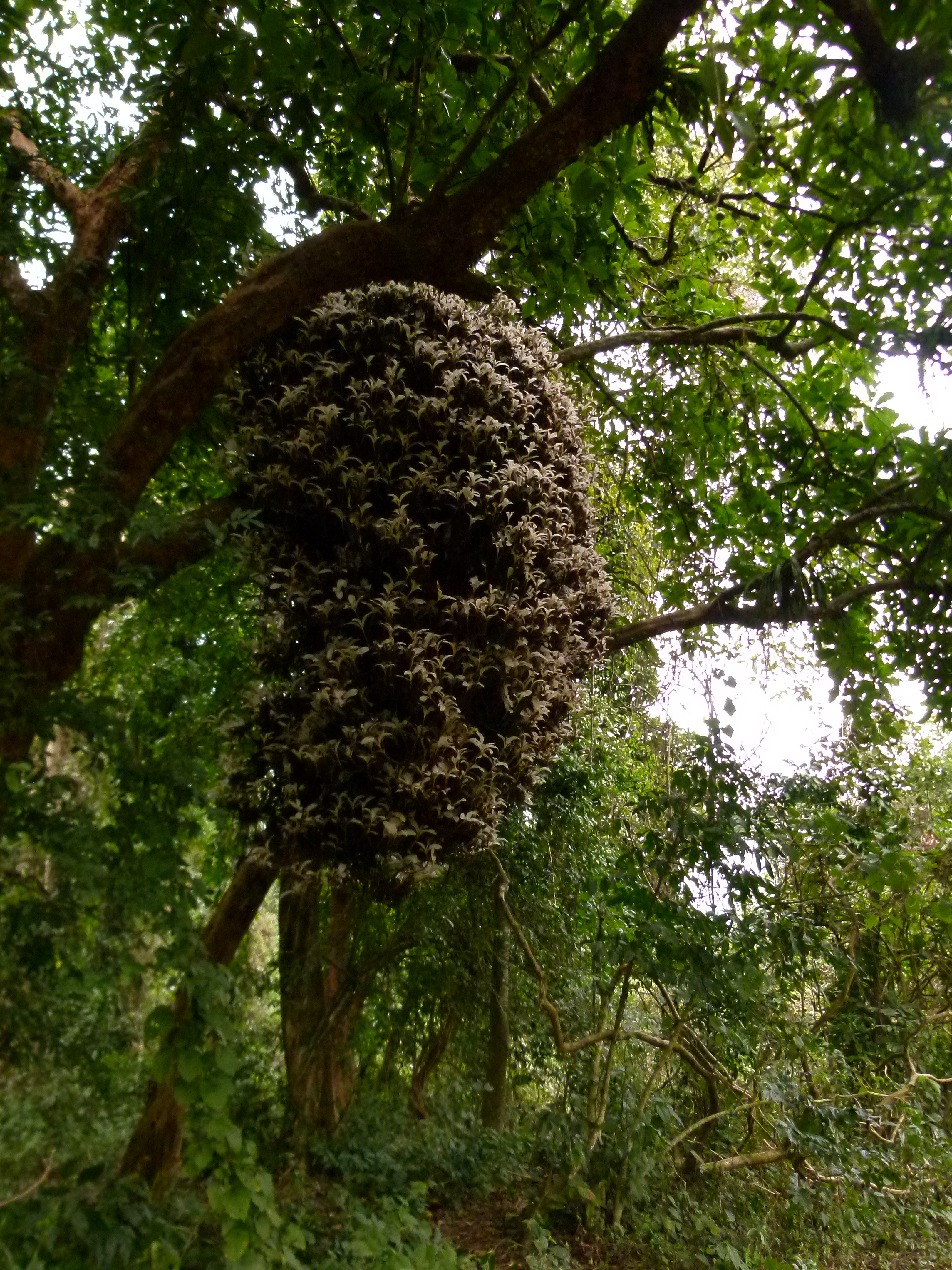
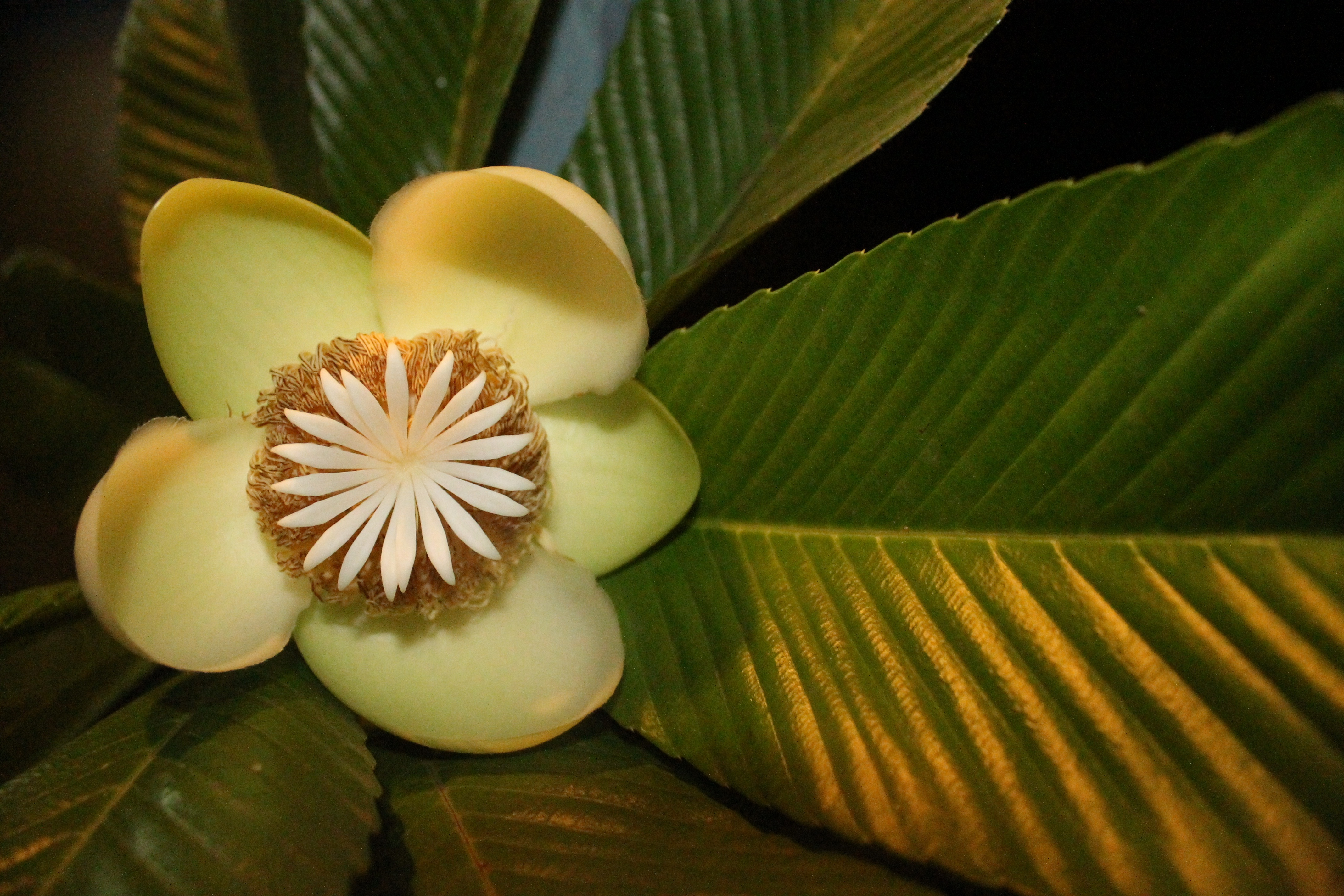
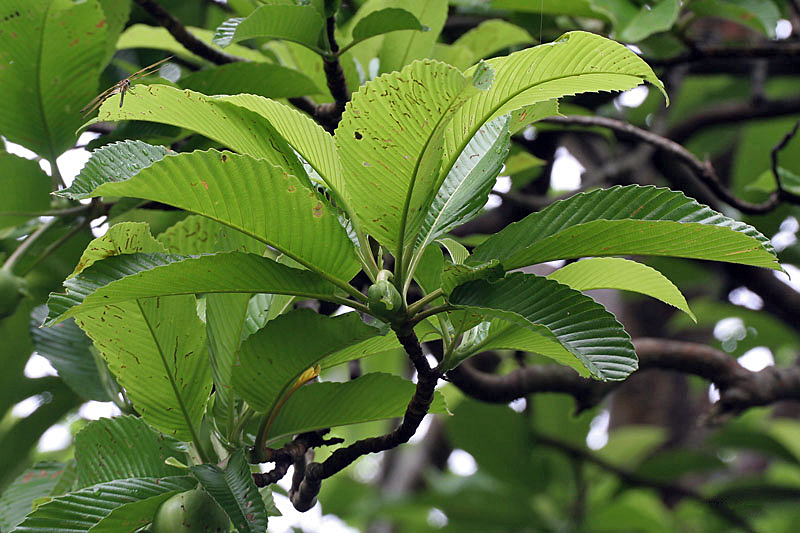